# Francis Frappat
Francis Frappat est un acteur français.

## Filmographie

### Cinéma
- 1982 : Légitime Violence de Serge Leroy
- 1983 : Liberty belle de Pascal Kané
- 1985 : Le Soulier de Satin de Manoel de Oliveira
- 1986 : Noir et blanc de Claire Devers
- 1988 : La Septième Dimension de Laurent Dussaux : Henri
- 1989 : Chimère de Claire Devers : Léo
- 1990 : Erreur de jeunesse de Radovan Tadic
- 1997 : Fred de Pierre Jolivet
- 1998 : Requiem d'Alain Tanner : Paul
- 2001 : Mon père, il m'a sauvé la vie de José Giovanni
- 2002 : Le Papillon de Philippe Muyl
- 2012 : Imagine d'Andrzej Jakimowski

### Télévision
- 1988 : Sueurs froides (série télévisée)
- 1993 : La Vérité en face (téléfilm)
- 1999-2000 : Avocats & associés
- 2003 : L'Affaire Dominici
- 2005 : La Crim
- 2006 : Navarro
- 2009 : C'est mon tour : Julien
- 2015 : Le Sang de la vigne

## Théâtre
- 1987 : Génousie[1]
- 1997 : Ce Soir on improvise[1]
- 2000 : Un homme est venu me voir de Marguerite Duras
- 2001 : La Locandiera[1]
- 2005 : Le Retour de Sade, de Bernard Noël, Charles Tordjman[2]